# Siméprévir
Le siméprévir, ou TMC435350, est un inhibiteur de la protéase NS3-4A du virus de l'hépatite C chronique de génotype 1 et 4, commercialisé en France sous le nom de Olysio par les laboratoires Janssen-Cilag depuis le 14 mai 2014,.

## Mode d'action
Il s'agit d'un inhibiteur de la protéase NS3/4A.

## Utilisation
En Europe, les conditions d'usage du siméprévir sont définies par le rapport européen public d'évaluation (EPAR) relatif à Olysio.

## Efficacité
Dans l'hépatite C chronique de génotype 1, en prise orale en association avec de l'interféron pégylé 2a ou 2b et de la ribavirine, il augmente très sensiblement le taux de réponse viral, tout en étant bien toléré, qu'il soit donné en première intention ou en cas de rechute après un traitement conventionnel.
Dans les autres génotypes, il conserve une activité antivirale, à l'exception du génotype 3.